# Torrey Canyon
El Torrey Canyon va ser el primer dels grans superpetroliers, capaç de transportar una càrrega de 120.000 tones de petroli i amb una mida de gairebé 300 m d'eslora. El "Torrey Canyon" es va enfonsar al sud de la costa d'Anglaterra el 1967 i va provocar un desastre ambiental molt important.
Va ser construït als Estats Units el 1959, amb una capacitat original de 60.000 tm, augmentada a 120.000 més tard al Japó. En el moment de l'accident era propietat de Barracuda Tanker Corporation, una subsidiària de la Union Oil Company de Califòrnia, sota control de British Petroleum.
El seu últim viatge va partir de Mena al-Ahmadi, a Kuwait, el 19 de febrer de 1967, amb una càrrega completa de petroli, i va arribar a les illes Canàries el 14 de març. Des d'allí va continuar la ruta cap a Milford Haven.
El 18 de març de 1967, per culpa d'un error de navegació, el "Torrey Canyon" va encallar a prop de les Illes Scilly i va provocar un dels desastres ambientals més grans a les costes d'Anglaterra i França.
Aquest va ser el primer gran abocament de cru, i aleshores no hi havia cap planificació a seguir. Es van emprendre diverses temptatives per reflotar el vaixell, sense èxit, i un membre de l'equip de salvació va morir en les operacions. Els intents d'utilitzar productes químics per contenir el petroli tampoc van tenir gaire èxit, a causa de la seva fragilitat en alta mar. Per mirar d'encendre el cru que encara hi havia a dins del buc i reduir-ne l'abocament al mar, el vaixell va ser bombardejat amb napalm i altres explosius.
Al voltant de 180 km de costes angleses i 80 de costes franceses van quedar contaminades, i van morir unes 15.000 aus marines, a més d'una enorme quantitat d'organismes marins en els 380 km² sobre els quals es va dispersar la taca de petroli. Encara va ser més greu el dany causat per l'ús de detergents per intentar controlar la taca. Es van abocar més de 10.000 tm de substàncies químiques sobre el petroli per emulsionar-lo i recollir-lo.
Aquest desastre va portar a una profunda reestructuració de les normes internacionals de navegació, sobretot les referents a la responsabilitat civil de les companyies i a la prevenció de desastres ambientals d'aquest tipus.